# Eusebio González Mayorga

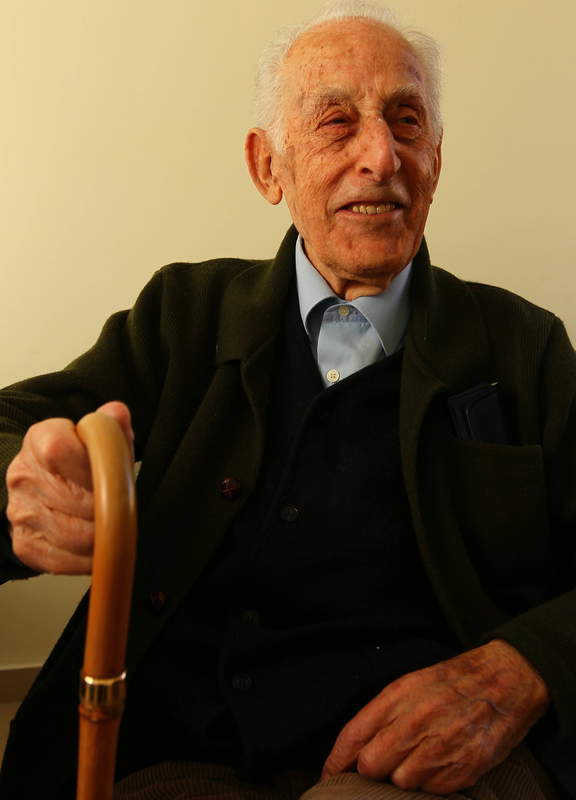
Eusebio González en su centésimo cumpleaños.

Eusebio González Mayorga (Galleguillos de Campos, Sahagún, provincia de León, 5 de marzo de 1912 – 15 de marzo de 2014), maestro, diputado provincial y alcalde de Sahagún.  

## Biografía
Nació dentro del seno de una familia labradora. El menor y único varón de los cinco hijos de Lázaro y Juana pronto destacó en los estudios llegando a ser maestro, y tras un servicio militar en Ferrol, vivió la guerra civil española dando clases a los soldados analfabetos y dedicado al papeleo de los mandos.
A la vuelta reanudó las oposiciones y en 1941, tras ejercer como interino en las escuelas de Villalebrín y Bercianos del Real Camino, consigue la plaza de maestro en el Concejo de Ribadedeva (Asturias), en las escuelas de Colombres donde ejerce durante 18 años dejado un gran recuerdo y quedando siempre unido a la historia de dicha localidad y a sus gentes, ya que entre otras cosas es donde nace Isabel, su única hija.
A su regreso a tierras de León ejerce como maestro en las escuelas de Sahagún llegando a ser Director de las mismas, y compaginando la enseñanza con la política como diputado provincial y alcalde de Sahagún durante 9 años. En dichos años se inauguraran las Escuelas Comarcales, la actual Casa de la Cultura, la Consolidación de la Torre del Reloj, el Pabellón Municipal de los Deportes, y el actual Polideportivo, en 2002 se le reconoció su labor como alcalde mediante la entrega del Puerro de Oro, máximo galardón que ofrece el Ayuntamiento de Sahagún a las personas e instituciones que han llevado el nombre de la villa fuera de sus fronteras, uno más a sumar dentro de sus diversos reconocimientos como persona pública, siendo el más emblemático la Cruz de la Orden de Cisneros, que le fue concedida en 1969 cuando ejercía como diputado provincial por una constante actividad e interés en el ejercicio de sus funciones.
Disfrutó sus últimos años viviendo entre Galleguillos y Sahagún, rodeado de su hija, nietos, y bisnietos, así como de sus vecinos de toda la vida los cuales le realizaron un homenaje público al cumplir los 100 años en agradecimiento a toda una vida de dedicación, al cual también se desplazaron autoridades y vecinos de su añorado Colombres. Falleció en Sahagún el 15 de marzo de 2014 a sus 102 años, recibiendo sepultura junto a su querida esposa Iluminada en el cementerio de la localidad.